# 唐㝢之起事
唐㝢之起事是一場發生於南齊永明三年（485年）至永明四年（486年）的人民起事，因《南齊書》中有稱唐㝢之為“白賊”，故亦有稱白賊之亂，但白賊意義有不同解讀，一說是因為有遭卻籍的僑姓「白籍者」參與而得名；另一說為指白丁為賊之意；再一說為白賊僅是行劫掠之盜賊的意思，與白劫同義。起事影響範圍僅及會稽郡及吳郡部分轄縣，亦很快被平息，但因其群眾的主要成份為三吳卻籍者，其中涉及南朝土斷及檢籍的問題。

## 人物背景
唐㝢之（？—486年），又作唐寓之，南齊吳郡富陽縣（今浙江省杭州市富陽區）人，但僑居於同郡的桐廬縣（今浙江省杭州市桐廬縣西）。唐㝢之家族世代都是相墓的風水師，本人亦承繼家業。他後來宣稱其家墓地有王氣，更在山中尋獲金印，以此鼓動其他人和他一同起事叛齊。

## 背景
西晉末年華北戰亂頻繁，導致大量人口南逃以避戰禍。東晉朝廷為安置該等難民而於華南設立了一些僑州郡縣讓他們暫時居住，待收復北方領土後才讓他們遷回，並獲得僑居免徭役、賦稅等特別優待。隨後東晉朝廷偏安一隅，無力恢復西晉全境，該批北方難民亦因此於華南落地生根。東晉及其後的劉宋朝廷為了增加可徵召人口及課稅戶，曾多次實行土斷，即將一些地區內的北方僑民從臨時性質的「白籍」轉為永久性質的「黃籍」，並且將戶籍轉在當地，從而失去僑居身份。如此重整戶籍行動產生了大量的新黃籍人口，但因為部分出身北方僑民的高門士族人士長期免於土斷並享有免於徭役的特權，士族之佃農蔭戶及傷殘者亦能免於課稅及徭役，導致一些人賄賂官員偽作黃籍紀錄，包括偽稱為有官爵的士族之後裔、佃客、冒認傷殘甚至謊報自己已死、出家或逃亡。齊高帝在登位後決心整頓戶籍，遂在建元二年（480年）命令黃門郎虞玩之及驍騎將軍傅堅意檢定戶籍，虞玩之上表講述了其時黃籍記錄存在的問題，提議由地方層面解決偽造記錄，繼位的齊武帝根據其建議設立板籍官（校籍官），置令史，並定下每人每天要查核出偽冒紀錄的最低限額以防官吏怠職。。
在檢籍實行之下，被查到戶籍有問題的人會被「卻籍」，即從擁有特權的戶籍紀錄中刪掉。可是，專責部門處理不但沒法遏止官民貪賄偽造的情況，更助長賄賂敲詐之事，黃籍記錄反倒更為混亂，甚至有官吏將本身沒問題的戶籍記錄篡改以應付每天限額，造成「應卻而不卻，不須卻而卻」的情況。領軍外監呂文度更進一步推動遭卻籍者須流放到邊戍地區，致令有大量卻籍者被強徙至淮河地區多年，另外有人則逃亡以避免被抓到邊戍；甚至有官吏借檢籍為由施行連作酷法連年維持的檢籍措施遂令百姓怨氣大增。

## 經過
唐㝢之在永明三年（485年）冬季時成功聚集到四百人，正式起兵。他先在新城（今浙江省杭州市富陽區內）阻斷河道交通，並且派部眾進類近各縣，新城令陸赤奮及桐廬令王天愍都棄縣逃走，接著唐㝢之更攻陷富陽縣。當時會稽太守王敬則正出赴京師，會稽郡丞張思祖就派了孔矜、王萬歲及張繇等帶著將吏及白丁前去防衞郡轄的永興縣等十縣；吳郡太守沈文季亦派了兵增援錢塘縣。不過，唐㝢之進攻錢唐時還是擊敗了在小山抵抗的錢塘令劉彪及隊主張玕，並成攻渡過錢塘江登岸，焚燒錢唐城邑，逼得劉彪棄縣逃走。在沈文季出動吳縣、嘉興縣、海鹽縣及鹽官縣四地的民丁救援錢唐之際，唐㝢之分兵進襲各縣，鹽官令蕭元蔚及諸暨令陵琚都出走，餘杭令樂琰亦戰敗棄縣出奔。
永明四年（486年）春季，唐㝢之在錢唐縣稱帝，建立「吳國」，改元興平，置太子，以新城縣為其宮、錢塘縣為太子宮。那時三吳地區的卻籍者都去投奔唐㝢之，令其部眾大增至三萬，又以弟弟唐紹之為揚州刺史、錢唐縣富人柯隆為尚書僕射、中書舍人、領太官令。後柯隆再獻數千口銅鐵原料給唐㝢之製作武器，唐㝢之加授柯隆領尚方令。同時唐㝢之亦繼續派兵擴張，其中部將高道度更攻陷了東陽郡，東陽太守蕭崇之及長山令劉國重都戰死。不過唐㝢之任命的會太守孫泓在浦陽江遭到張思祖所派的浹口戍主湯休武擊敗；而在建康的齊武帝也派了數千禁軍和數百匹戰馬前往討伐，因唐㝢之部眾未見過馬，討伐部隊在錢塘一戰潰敵，唐㝢之被捕處死，所佔各縣都被收復。。

## 影響
- 禁軍平亂期間曾經大肆抄掠當地百姓，齊武帝得知後處死軍主前軍將軍陳天福、並將左軍將軍劉明徹免官削爵並流放東冶縣。陳天福本是武帝寵信的將領，這番操作造成朝野內外一番整肅[11]。
- 事件平定後基本上當時和唐㝢之起事的人民都不被問罪，不過後來齊武帝想修築建康附近的白下城，苦於招集役男，劉係宗反促成徽召之前與唐㝢之起事的人修城以作懲罰[1]。
- 唐㝢之起事正值檢籍浪潮令民怨上升之際爆發，其中三吳地區的卻籍者計有三萬站到唐㝢之一方。亂事平定後雖然檢籍工作依舊，但民怨仍繼續累積，其禍於顧憲之在永明六年（488年）的上表中亦有所述[12]。為了平息民怨，齊武帝終在永明八年（490年）下令對政策作出調整，宋昇明時代以前所作的戶籍紀錄恢復有效，之前因檢籍而流放的人都獲准回家[7]。